# Thái Đô
Thái Đô là một xã cũ thuộc huyện Thái Thụy, tỉnh Thái Bình, Việt Nam.
Xã có diện tích 12,61 km², dân số năm 1999 là 5339 người, mật độ dân số đạt 423 người/km².